# Линчёпинг
Ли́нчёпинг (швед. Linköping) — город в Швеции. Административный центр лена Эстергётланд и одноимённой коммуны.
Pасположен к югу от озера Роксен на реке Стонгон на главной дороге E04 между Стокгольмом до Хельсингборгом. Благодаря своему местоположению город был крупным торговым центром. С населением чуть более 100 тысяч человек Линчёпинг является 7-м[уточнить] по величине городом Швеции.

## История
- Линчёпингская кровавая баня.
- Убийство Мохаммеда Амори и Анны-Лены Свенссон[англ.].

## Экономика
В городе расположено подразделение Saab AB, занимающееся разработкой авиационной техники, в штате которой насчитывается 4700 сотрудников. С 2012 года развито производство БПЛА Dassault nEUROn.
На военном аэродроме Мальмён базируются авиационная флотилия и летная школа. Тестовые, тренировочные и учебные полёты ведутся практически ежедневно, благодаря чему Линчёпинг называют авиационной столицей Швеции.
На западной окраине города находится технопарк Линчёпинг. На территории технопарка расположено 260 компаний в которых работают 6000 сотрудников. Крупнейшими в технопарке являются офисы компаний Ericsson, Releasy, IFS AB, Sectra, Lawson, Combitech, Motorola Mobility и Logica.
В больнице местного университат работает 4900 сотрудников и стационар на 600 койкомест. На территории больницы также расположен медицинский факультет Университета Линчёпинг.
На автомобильной дороге Е04, расположен торговый комплекс Торнбю (Tornby köpcentrum), являющимся вторым по величине в стране.
В Линчёпинге расположен офис крупной торговой компании [[некорректный ISO-код «biltema», компании Svensk Biogas AB, занимающаяся выработкой биогаза. Весь городской общественный транспорт, большая часть грузового транспорта и существенная доля легковых автомобилей и городского такси работают на биогазе. С 2005 года на линии Линчёпинг—Вестервик курсирует первый в мире поезд на биогазе.
В Линчёпинге построена первая в мире экспериментальная «вертикальная» ферма в виде гигантского 17-этажного стеклянного шара[стиль].

## Транспорт
Регулярное транспортное движение между Стокгольмом и Линчёпингом открыто в 1831 году. Город имеет регулярное авиасообщение. Через город проходит Южная основная железная дорога, а в непосредственной близости от города проходит Европейский маршрут E04. В Линчёпинге активно развивается велосипедное движение. В городе построено более 40 километров велосипедных дорожек.

## Образование
Линчёпингский университет (Linköpings universitet), основанный в 1975 году, имеет 3 факультета — технический, медицинский и философский. В 2010 году университет насчитывал 18 910 студентов и 3658 сотрудников.

## Культура
К западу от города, рядом с военным аэродромом Мальмен, расположен авиационный музей Флюгвапен (Flygvapenmuseum). В городе есть также музей шоколадной фабрики, железнодорожный музей и музей гарнизона. Хеви-метал группа Ghost, хард-рок группа Nocturnal и композитор Людвиг Йоранссон происходят из этого города.
В городе снимался сериал «Прорыв» о расследовании произошедшего в нём в 2004 году двойного убийства.

## Архитектура
Главная достопримечательность города — романо-готический кафедральный собор (XII век, подвергся реконструкции в XIX веке) на главной городской площади Стурторгет (Stortorget), с алтарной росписью известного норвежского художника Х. Сёренсена. Башни собора доминируют над городом и видны из любой его точки.
Напротив собора расположен Линчёпингский замок с фрагментами XII века. Чуть восточнее собора находится примечательная церковь Св. Лаврентия (St.Larskyrka).
На западной окраине города расположен Музей под открытым небом Старый Линчёпинг (Gamla Linköping), куда перенесены исторические (преимущественно деревянные) постройки из центра города.

## Спорт
В городе расположен спортивно-концертный комплекс Клоэтта Центр (Cloetta Center), рассчитанный на 8 500 зрителей. Комплекс был открыт в 2004 году. Арена является домашней для хоккейного клуба Линчёпинг. С последним также аффилирована женская футбольная команда.
- Ориентирование — в 1968 году Линчёпинг принимал второй летний чемпионат мира по ориентированию.
- Гандбол — в 2011 году в Линчёпинге проходил 22-й Чемпионат мира по гандболу среди мужчин.

## Города-побратимы
- Йоэнсуу, Финляндия
- Исафьардарбайр, Исландия
- Тёнсберг, Норвегия
- Линц, Австрия
- Каунас, Литва
- Орадя, Румыния
- Гуанчжоу, Китай[11]
- Макао, Китай
- Морогоро, Танзания
- Пало-Альто, Калифорния, США
- Роскилле, Дания

## Галерея
| - Слайды - Кафедральный собор Линчёпинга. - Гёта-канала в поселке Берг неподалёку от Линчёпинга. - Мйердеви-центр. |